# Сабвуфер

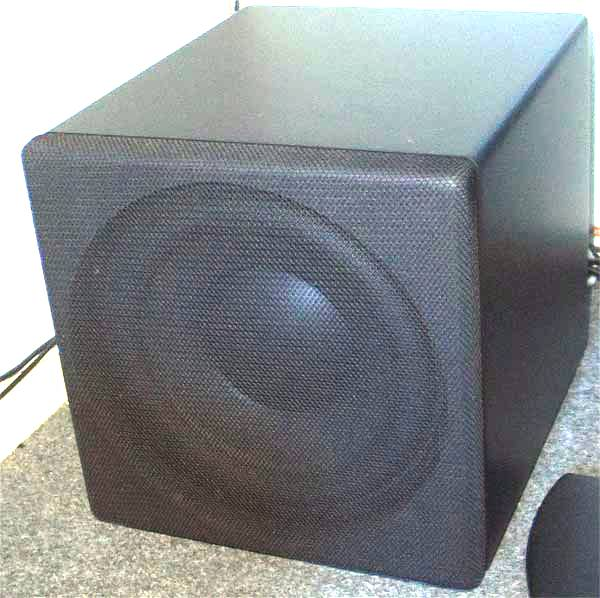
Сабвуфер

Сабвуфер (англ. subwoofer, в дослівному перекладі — низькочастотний динамік, динамічна головка для відтворення найнижчих частот звукового діапазону) — частина акустичної системи, що відтворює звуки дуже низьких частот, які спрощено називають "бас" або "баси".Типовий діапазон частот для сабвуфера складає приблизно від 20 до 200 Гц. Сабвуфер є найпотужнішою і, зазвичай, найдорожчою частиною в комплекті акустики. Вважається, що його потужність в ідеалі повинна дорівнювати загальній потужності сателітів.[джерело?]

## Види сабвуферів
Сабвуфери поділяються на активні і пасивні.
- Активний сабвуфер має вмонтований підсилювач потужності (який дає змогу зняти низькочастотне навантаження з підсилювача) і активний (або пасивний) кросовер (фільтр), що дозволяє відфільтровувати високі частоти і спрощує узгодження сабвуфера з акустикою і особливостями приміщення. Активні сабвуфери часто мають додаткові можливості для підстроювання до конкретних умов застосування (поворот фази, регулювання АЧХ, положення точок зрізу кросовера, крутизни зрізу тощо). Це відноситься тільки до активних фільтрів, тобто з елементами підсилення. Пасивні фільтри тільки відфільтровують низькі частоти.
- Пасивний сабвуфер не оснащений підсилювачем потужності, тому він підключається паралельно з основними стереоколонками. Основний його недолік полягає в тому, що він додатково «навантажує» вихідні підсилювачі стереоканалів. Це іноді знижує загальну гучність і динамічність звучання аудіосистеми. Через відсутність засобів налаштування, пасивний сабвуфер є дуже вимогливим до розміщення у приміщенні.[2]